# عتنئیل
عتنئیل یا عتنیئل پسر قناز(عبری:עָתְנִיאֵל בֶּן קְנַז، عُتنَئیِل بِن قَناز به معنی «شیر خدا» از شخصیت‌های تنخ یهودی و عهد عتیق در انجیل است که نام او نخستین بار در صحیفه یوشع و سپس در کتاب داوران به عنوان نخستین داور بنی‌اسرائیل آمده‌است. او برادر کوچک‌تر کالیب و از سبط یهودا بود، و به سال ۱۳۸۰ قبل از میلاد، در تصرف روستای دبیر یا روستای سفر موفق شد و در پاداش عکسه را به زنی گرفت. او پس از مرگ یوشع بن نون به داوری بنی‌اسرائیل رسید؛ در زمان داوری او کوشان رشتعایم، پادشاه بین‌النهرین بوده‌است. او پادشاه ارام را شکست داد و چهل سال صلح در سرزمین بنی‌اسرائیل حاکم گردید.